# Jeymes Samuel
Jeymes Samuel (nascut el 27 de juliol de 1979), també conegut pel seu nom artístic The Bullitts, és un cantautor, productor musical i cineasta britànic. El seu àlbum debut, They Die By Dawn & Other Short Stories..., es va publicar el 2013. The Harder They Fall, llançat el 2021, va ser el seu debut com a director al largmetratge, que li va valdre el BAFTA al millor director, guionista o productor britànic novell de 2021.

## Vida i carrera
Samuel es va embarcar inicialment en una carrera en la realització de cinema, després d'haver rodat els seus primers rodets als vuit anys. No obstant això, va començar a fer música als 13 anys. L'any 2000, va llançar "When It Rains", el seu senzill debut en forma de 12", amb el seu nom real a Giant Step Records l'1 de gener de 2002, juntament amb Little League Productions, va llançar la cançó "Urban Folk Music: The Prequel". Aquest mateix any, va contribuir amb la veu de fons a la cançó "The Proud", de l'àlbum debut del raper estatunidenc Talib Kweli, Quality. El 2004, va escriure "Serenade", per a l'àlbum de 2005 Fisherman's Woman de la cantant islandesa Emilíana Torrini. Més tard, Little League Productions va estrenar el nou àlies de Samuel i va llançar el seu senzill "The Bullitts Theme" el 2007.
El 2009, Samuel va escriure i coproduir tres cançons de l'àlbum del cantant britànic Mr Hudson Straight No Chaser, és a dir, "Straight No Chaser", "Everything Is Broken" (amb Kid Cudi) i "Time" van aportar la veu de fons a les cançons "Some Kind of Nature" (amb Lou Reed) i "Pirate Jet". del tercer àlbum de Gorillaz, Plastic Beach (2010).
El 2010, Samuel va començar a penjar "FlixTapes" a YouTube sota el pseudònim The Bullitts, batejat en honor a la pel·lícula de 1968 Bullitt; aquesta va ser una sèrie de vídeos en què va afegir noves veus als seus temes preferits de pel·lícules i televisió. El primer episodi, titulat "Tales of the Unexpected", es va publicar el 14 de novembre de 2010.
"Close Your Eyes", el senzill principal del seu llavors proper àlbum, es va estrenar l'abril de 2011. El senzill inclou la narració de l'actriu estatunidenca Lucy Liu i un vers del raper estatunidenc Jay Electronica. El seu videoclip és una reimaginació de la pel·lícula de Salvador Dalí i Luis Buñuel, Un chien andalou. El maig de 2011, es va llançar el segon senzill de l'àlbum, "Landspeeder". "Landspeeder" va ser més tard inclòs a la banda sonora original de la pel·lícula slasher britànica del 2011 Demons Never Die.
Va publicar "Weirdo" el juliol de 2011, una peça curta protagonitzada per Jesse Williams. En ell, dos joves amants amb màscares de bosses de paper passen un dia als carrers de Londres abans de robar un quiosc de premsa durant una declaració d'amor. Per a la cançó "Run and Hide", de Jay Electronica, va dirigir una pel·lícula negra a París, basada al voltant de l'actriu Elisa Lasowski.Samuel va tocar al festival de música The Big Chill el 6 d'agost de 2011; s'hi va unir a l'escenari Liu, Electronica i l'actor anglès Idris Elba.
El tercer senzill de l'àlbum, titulat "Supercool", es va estrenar al programa de Lowe's el 4 d'octubre de 2011. El vídeo musical que l'acompanyà el mostrava vestit com un individu sense llar assetjat per algú que el filma contra la seva voluntat; durant això es topa amb l'actriu Rosario Dawson, i la parella acaben fent un ball als carrers de Soho. El 2011, va escriure "Wonderful Life", al costat de Estelle SwarayAlls, per al tercer àlbum de Swaray All of Me (2012). A finals de 2012, Baz Luhrmann i Jay-Z el van triar per ser consultor executiu per a la banda sonora de  la pel·lícula The Great Gatsby (2013).
A principis de 2013, Samuel va escriure, dirigir i anotar el curtmetratge titulat They Die By Dawn, amb un repartiment d'estrelles que inclou Michael K. Williams, Erykah Badu, Isaiah Washington, Jesse Williams i Rosario Dawson. La pel·lícula està ambientada a Langston, Oklahoma, l'any 1890 i és un western de vaquer negre amb arma de foc. El primer àlbum de Samuel sota el sobrenom de The Bullitts, es titula They Die By Dawn & Other Short Stories... i va ser llançat el 9 de juliol de 2013. L'àlbum va ser produït íntegrament per ell mateix i compta amb aparicions de convidats de Jay Electronica, Lucy Liu, Mos Def, Rosario Dawson, Doxi Jones i Tori Amos.
El 2021, va dirigir i coescriure The Harder They Fall, un western revisionista protagonitzat per Jonathan Majors, Zazie Beetz i RJ Cyler. La pel·lícula, que inicialment es va titular The Notorious Nine, va estar en desenvolupament durant diversos anys.
El 2022, Netflix va anunciar que Samuel dirigirà l'adaptació al llargmetratge de Irredeemable i Incorruptible. Al març de 2022, es va anunciar que el músic estatunidenc Kid Cudi dirigiria una pel·lícula titulada Teddy, que seria productor executiu per Samuel, juntament amb Jay-Z i James Lassiter.

## Artística
En Samuel consta que diu: "Com a músic, sempre m'he considerat com, a l'arrel, un músic de folk. La meva veu i la meva guitarra acústica." Hi ha un element cinemàtic a la seva música i ha creat un curtmetratge per acompanyar la majoria dels seus llançaments.
En una entrevista del novembre de 2021, Samuel va dir: "Les meves influències musicalment es remunten més enllà del temps mateix. Si estic fora de casa, estic escoltant Wu-Tang Clan i Mobb Deep i Jay-Z i Nas. Si estic dins de casa, estic escoltant Crosby, Stills i Nash, Joni Mitchell, Jackson Browne. Així que el meu cervell sempre està cuinant tot junt, tant en pel·lícula com en música, i aprofitant totes les meves influències, i les porta al present."

## Vida personal
El germà gran de Samuel és Henry Samuel, més conegut com a Seal. La seva mare, Adebisi Ogundeji, és nigeriana, i el seu pare, Francis Samuel, és afrobrasiler.

## Discografia
La discografia de The Bullitts consta d'un àlbum d'estudi, un àlbum de banda sonora, un mixtape i nou senzills.

### Àlbums d’estudi
| Títol                                     | Detalls de l'àlbum                                                                             |
| ----------------------------------------- | ---------------------------------------------------------------------------------------------- |
| They Die By Dawn & Other Short Stories... | - Publicat: 9 de juliol de 2013 - Segell: Kilburn Lane Music - Formats: CD, descàrrega digital |

### Àlbums de bandes sonores
| Títol                                     | Detalls de l'àlbum                                                                                  |
| ----------------------------------------- | --------------------------------------------------------------------------------------------------- |
| The Harder They Fall (Partitura original) | - Publicat: 14 de gener de 2022 - Segell: Geneva Club, Roc Nation - Formats: CD, descàrrega digital |

### Mixtapes
| Títol                         | Detalls de l'àlbum                                                                                        |
| ----------------------------- | --- |
| Urban Folk Music: The Prequel | - Publicat: 1 de gener de 2002 (UK) - Segell: Little League Productions - Formats: CD, descàrrega digital |

### Senzills
| Títol                                                    | Any  | Àlbum                                     |
| -------------------------------------------------------- | ---- | ----------------------------------------- |
| "When It Rains"                                          | 2000 | senzill sense àlbum                       |
| "Who Write the Songs" (featuring Canibus)                | 2003 | Urban Folk Music: The Prequel             |
| "Baby Don't Cry" (featuring Kool G Rap)                  | 2003 | Urban Folk Music: The Prequel             |
| "The Myspace Song"                                       | 2006 | senzill sense àlbums                      |
| "The Bullitts Theme"                                     | 2007 | senzill sense àlbums                      |
| "Close Your Eyes" (featuring Lucy Liu i Jay Electronica) | 2011 | They Die By Dawn & Other Short Stories... |
| "Landspeeder"                                            | 2011 | They Die By Dawn & Other Short Stories... |
| "Supercool"                                              | 2012 | They Die By Dawn & Other Short Stories... |
| "World Inside Your Rainbow"                              | 2012 | They Die By Dawn & Other Short Stories... |

### Aparicions estelars
| Títol                               | Any  | Àlbum                                                | Artist(s)                |
| ----------------------------------- | ---- | ---------------------------------------------------- | ------------------------ |
| "When It Rains (Restless Soul Mix)" | 2001 | Sessions: Volume One                                 | Ron Trent, Felix Hopkins |
| "Who Write the Songs"               | 2003 | Late Night Tales: Sly & Robbie                       | Sly & Robbie, Canibus    |
| "Too Much Drama"                    | 2004 | Undercover Cuts                                      | Brooklyn B.L.E.S.S.      |
| "Democracy Leaders"                 | 2006 | Fight the Power                                      | N/D                      |
| "Striptease"                        | 2006 | Yam Who Revue                                        | Yam Who?                 |
| "Bullitts Theme"                    | 2007 | Walk Tall, Kick Ass, Love Music                      | N/D                      |
| "Bulletproof"                       | 2007 | Help George Tabb! Vol. 1                             | N/D                      |
| "Fade Away"                         | 2009 | Loss 4 Wordz                                         | Scratch                  |
| "Run and Hide"                      | 2020 | Act II: Patents of Nobility (The Turn)               | Jay Electronica          |
| "No Turning Around"                 | 2021 | The Harder They Fall (The Motion Picture Soundtrack) | N/D                      |

## Producció discogràfica
| Pista(s)                                                   | Any  | Crèdit               | Artist(s)         | Àlbum                                                |
| ---------------------------------------------------------- | ---- | -------------------- | ----------------- | ---------------------------------------------------- |
| 12. "Serenade"                                             | 2005 | Productor, lletrista | Emilíana Torrini  | Fisherman's Woman                                    |
| 08. "Bullitts Theme"                                       | 2007 | Productor, lletrista | Diversos artistes | Walk Tall, Kick Ass, Love Music                      |
| 04. "Straight No Chaser"                                   | 2009 | Productor, lletrista | Mr Hudson         | Straight No Chaser                                   |
| 11. "Everything Is Broken" (featuring Kid Cudi)            | 2009 | Productor, lletrista | Mr Hudson         | Straight No Chaser                                   |
| 13. "Time"                                                 | 2009 | lletrista            | Mr Hudson         | Straight No Chaser                                   |
| 08. "Mr. Grin"                                             | 2011 | Productor, lletrista | The Feeling       | Together We Were Made                                |
| 10. "Wonderful Life" (co-produït per Wonda)                | 2012 | Productor, lletrista | Estelle           | All of Me                                            |
| 06. "Dinner at Tiffany's" (featuring Charlotte Gainsbourg) | 2020 | Productor, lletrista | Jay Electronica   | Act II: The Patents of Nobility (The Turn)           |
| 16. "10,000 Lotus Petals"                                  | 2020 | Productor, lletrista | Jay Electronica   | Act II: The Patents of Nobility (The Turn)           |
| All tracks                                                 | 2021 | Productor, lletrista | Diversos artistes | The Harder They Fall (The Motion Picture Soundtrack) |

## Filmografia

### Pel·lícules
| Títol                | Any  | Acreditat | Acreditat | Acreditat | Acreditat  | Acreditat | Estudi                                                                                            | Notes                      |
| Títol                | Any  | Guionista | Director  | Productor | Compositor | Actor     | Estudi                                                                                            | Notes                      |
| -------------------- | ---- | --------- | --------- | --------- | ---------- | --------- | ------------------------------------------------------------------------------------------------- | -------------------------- |
| They Die by Dawn     | 2013 | Sí        | Sí        | Sí        | Sí         | Sí        | Film Village Corporation                                                                          | Curtmetratge               |
| The Great Gatsby     | 2013 | No        | No        | No        | Sí         | No        | Village Roadshow Pictures / Red Wagon Entertainment                                               | Executive music consultant |
| JAY-Z: Legacy        | 2017 | Sí        | Sí        | Sí        | No         | No        | Little Minx Films                                                                                 | Curtmetratge               |
| Arctic Dogs          | 2019 | No        | No        | No        | Sí         | No        | AMBI Media Group / AIC Studios / Assemblage Entertainment / Entertainment Studios Motion Pictures | Productor executiu musical |
| The Harder They Fall | 2021 | Sí        | Sí        | Sí        | Sí         | No        | Netflix / Overbrook Entertainment                                                                 | Llargmetratge de debut     |
| The Book of Clarence | 2024 | Sí        | Sí        | Sí        | Sí         | No        | Legendary Pictures / Westbrook Studios                                                            |                            |
| Teddy                | 2025 | No        | No        | Sí        | Sí         | No        | Netflix / Bron Studios / Mad Solar                                                                |                            |

### Vídeos musicals
Com a artista principal
| Títol                                                    | Any  | Director(s)                |
| -------------------------------------------------------- | ---- | -------------------------- |
| "Close Your Eyes" (featuring Lucy Liu i Jay Electronica) | 2010 | Jeymes Samuel              |
| "Weirdo"                                                 | 2011 | Jeymes Samuel              |
| "Landspeeder"                                            | 2011 | David S. Blanco i Matt Law |
| "Those Silly Names"                                      | 2011 | Jeymes Samuel              |
| "Supercool"                                              | 2012 | Jeymes Samuel              |
| "World Inside Your Rainbow"                              | 2012 | Jeymes Samuel              |

Com a artista convidat
| Títol                                                   | Any  | Director(s)   |
| ------------------------------------------------------- | ---- | ------------- |
| "Run and Hide" (Jay Electronica featuring The Bullitts) | 2011 | Jeymes Samuel |

## Premis i nominacions
| Premi                                     | Any  | Treball/Recipient(s)                                                        | Categoria                                              | Resultat  | Ref.   |
| ----------------------------------------- | ---- | --------------------------------------------------------------------------- | ------------------------------------------------------ | --------- | ------ |
| African-American Film Critics Association | 2022 | The Harder They Fall                                                        | Millor pel·lícula                                      | Guanyador | [ 49 ] |
| African-American Film Critics Association | 2022 | The Harder They Fall                                                        | Millor director                                        | Guanyador | [ 49 ] |
| African-American Film Critics Association | 2022 | The Harder They Fall                                                        | Millor conjunt                                         | Guanyador | [ 49 ] |
| African-American Film Critics Association | 2022 | The Harder They Fall (The Motion Picture Soundtrack) (amb Jay-Z i Kid Cudi) | Millor música                                          | Guanyador | [ 49 ] |
| Premis BAFTA                              | 2022 | The Harder They Fall                                                        | millor director, guionista o productor britànic novell | Guanyador | [ 50 ] |
| Black Reel Awards                         | 2022 | The Harder They Fall                                                        | pel·lícula destacada                                   | Nominat   | [ 51 ] |
| Black Reel Awards                         | 2022 | The Harder They Fall                                                        | Director destacat                                      | Guanyador | [ 51 ] |
| Black Reel Awards                         | 2022 | The Harder They Fall                                                        | Guión destacat, adaptat o original                     | Nominat   | [ 51 ] |
| Black Reel Awards                         | 2022 | The Harder They Fall                                                        | Director emergent destacat                             | Guanyador | [ 51 ] |
| Black Reel Awards                         | 2022 | The Harder They Fall                                                        | Banda sonora original destacada                        | Guanyador | [ 51 ] |
| Black Reel Awards                         | 2022 | "Guns Go Bang" (amb Jay-Z i Kid Cudi)                                       | Cançó original destacada                               | Nominat   | [ 51 ] |
| Black Reel Awards                         | 2022 | "The Harder They Fall" (amb Jay-Z i Koffee)                                 | Cançó original destacada                               | Nominat   | [ 51 ] |
| Premis de la Crítica Cinematogràfica      | 2022 | "Guns Go Bang" (amb Jay-Z i Kid Cudi)                                       | Millor cançó                                           | Nominat   | [ 52 ] |
| Critics' Choice Super Awards              | 2022 | The Harder They Fall                                                        | Millor pel·lícula d’acció                              | Nominat   | [ 53 ] |
| Festival de Cinema de Denver              | 2021 | The Harder They Fall                                                        | Millor banda sonora original                           | Nominat   | [ 54 ] |
| Festival de Cinema de Denver              | 2021 | "Guns Go Bang" (amb Jay-Z i Kid Cudi)                                       | Millor cançó original                                  | Nominat   | [ 54 ] |
| Detroit Film Critics Society              | 2021 | The Harder They Fall                                                        | Millor guió                                            | Nominat   | [ 55 ] |
| Georgia Film Critics Association          | 2022 | The Harder They Fall                                                        | Millor banda sonora original                           | Nominat   |        |
| Georgia Film Critics Association          | 2022 | "Guns Go Bang" (amb Jay-Z i Kid Cudi)                                       | Millor cançó original                                  | Nominat   |        |
| Hollywood Critics Association Awards      | 2022 | The Harder They Fall                                                        | Millor pel·lícula d'acció                              | Guanyador | [ 56 ] |
| Hollywood Music in Media Awards           | 2021 | "Guns Go Bang" (amb Jay-Z i Kid Cudi)                                       | Millor cançó original en un llargmetratge              | Nominat   | [ 57 ] |
| Houston Film Critics Society              | 2022 | The Harder They Fall                                                        | Millor banda sonora original                           | Nominat   | [ 58 ] |
| Houston Film Critics Society              | 2022 | "Guns Go Bang" (amb Jay-Z i Kid Cudi)                                       | Millor cançó original                                  | Nominat   | [ 58 ] |
| NAACP Image Awards                        | 2022 | The Harder They Fall                                                        | pel·lícula destacada                                   | Guanyador | [ 59 ] |
| NAACP Image Awards                        | 2022 | The Harder They Fall                                                        | Creació avançada excepcional (pel·lícula)              | Guanyador | [ 59 ] |
| NAACP Image Awards                        | 2022 | The Harder They Fall (The Motion Picture Soundtrack) (amb Jay-Z i Kid Cudi) | Banda sonora/àlbum recopilatori destacat               | Guanyador | [ 59 ] |
| Premis Satellite                          | 2022 | The Harder They Fall                                                        | Millor banda sonora original                           | Nominat   | [ 60 ] |